# Tristan Wirfs
(en) Statistiques sur pro-football-reference
Tristan Wirfs, né le 24 janvier 1999 à Mount Vernon (Iowa), est un sportif professionnel américain de football américain jouant au poste d'offensive tackle depuis la saison 2020 dans la National Football League (NFL) pour la franchise des Buccaneers de Tampa Bay.
Avec les Buccaneers, il remporte le Super Bowl LV au terme de son année rookie.